# Wojciechów (Gomunice)
Pour les articles homonymes, voir Wojciechów.
Wojciechów (prononciation [vɔi̯ˈt͡ɕexuf]) est une localité de la gmina de Gomunice, du powiat de Radomsko, dans la voïvodie de Łódź, située dans le centre de la Pologne.
Elle se situe à environ 13 kilomètres (km) au nord-est e Radomsko (siège du powiat) et 68 kilomètres au sud de Łódź (capitale de la voïvodie).

## Administration
De 1975 à 1998, la localité était attachée administrativement à l'ancienne voïvodie de Piotrków.

Depuis 1999, elle fait partie de la nouvelle voïvodie de Łódź.